# Shijian-12
Shijian-12  (Deutsch: Übung 12) ist ein chinesischer Experimentalsatellit.

## Geschichte
Der von der Akademie für Raumflugtechnik in Shanghai entwickelte Satellit wurde am 15. Juni 2010 um 3:39 Uhr MESZ von einer zweistufigen Trägerrakete vom Typ Langer Marsch 2D vom Startgelände Jiuquan in der Provinz Gansu in eine niedrige Erdumlaufbahn gebracht. Er soll experimentellen wissenschaftlichen und ingenieurtechnischen Zwecken dienen und dabei die Umgebungsbedingungen im Weltall untersuchen sowie Mess- und Kommunikationsaufgaben erledigen.